# George Patrick Demaine Blacker
George Patrick Demaine Blacker, britanski general, * 1906, † 1974.